# ФК „Лутън Таун“
ФК „Лутън Таун“ (на английски: Luton Town Football Club) е английски футболен отбор от град Лутън. Основан е на 11 април 1885 г. след сливането на отборите Лутън Таун Уондърърс и Екселшър. Лутън Таун е първият отбор от южна Англия, който от аматьорски се превръща в професионален – за първи път футболистите получават заплати през 1890 г., а година по-късно трансформацията е завършена напълно.

## Успехи
ФА Къп
- Финалист: 1959

Купа на лигата
- Носител: 1988
- Финалист: 1989

Втора английска дивизия
- Шампион: 1982
- Вицешампион: 1955, 1974

Трета английска дивизия/Първа футболна лига
- Шампион: 1937 (Юг), 2005
- Вицешампион: 1936 (Юг), 1970

Четвърта английска дивизия/Трета английска дивизия
- Шампион: 1968
- Вицешампион: 2002

Фул Мембърс Къп
- Финалист: 1988

Трофей на Футболната лига
- Носител: 2009

## Известни бивши футболисти
- Боб Мортън (най-много мачове общо, 562)
- Гордън Търнър (най-много голове за първенство и общо, 243 и 276)
- Греъм Аликзандър
- Матю Тейлър
- Мик Харфърд
- Пол Уолш
- Радомир Антич
- Стийв Фостър
- Фред Хоукс (най-много мачове за първенство, 509)

## Български футболисти
- Бончо Генчев: 1995/97 - (66 мача - 10 гола)